# گانز ورکس
گانز ورکس (Ganz Művek) شرکت خوشه‌ای مجارستانی بود، که در سال ۱۸۴۵ توسط آبراهام گانز تأسیس شد.